# Dogo argentino
El dogo argentino es una raza de perro de presa utilizada para la caza mayor originaria de la Provincia de Córdoba, Argentina. 
Junto con el perro pila argentino, el galgo barbucho patagónico y el nuevo perro pampa argentino son las únicas razas de perros desarrolladas en la República Argentina que aún existen. Las otras dos, el perro polar argentino y el perro de pelea cordobés, se encuentran extintas.
Es parte del grupo Generación Bullenbeisser.

## Etimología
La palabra dogo tiene un equivalente escrito en inglés medio y alemán como dogge y en francés y portugués como dogue. Es un término utilizado principalmente para definir perros de presa o un perro de gran alcance de pelaje corto.

## Historia de la raza
Fue desarrollada por el médico argentino Dr. Antonio Nores Martínez, nacido en Córdoba en el año 1907 y fallecido en el año 1956, eminente y activo cirujano, quien buscaba un animal adecuado para la caza mayor de especies habituales en Argentina, tales como jabalíes, pecaríes, pumas, osos y zorros colorados. En la década de 1920, Nores Martínez (ayudado por su hermano Agustín, su padre Antonio y tíos) decidió crear una raza de presa que reuniera las mejores cualidades del perro de pelea cordobés, pero con unas dimensiones y una fuerza física superiores. Además, buscaba un perro que tuviese aptitudes para la caza en jauría, pero que fuese capaz de batir o parar él solo a la presa en combate hasta la llegada de su amo o el resto de sus congéneres.

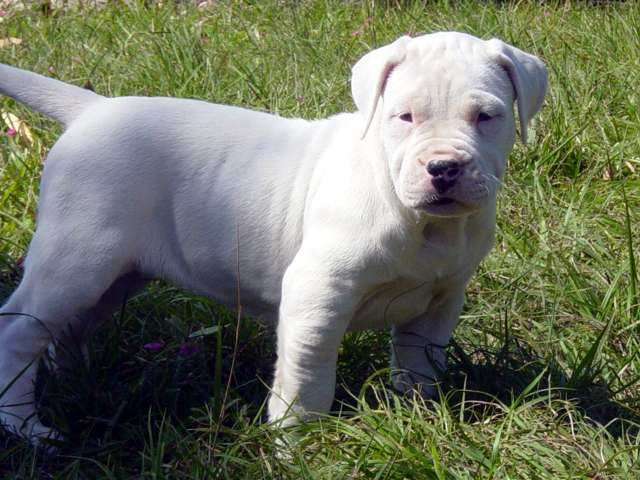
Un cachorro de dogo argentino.

Se utilizó como base fundacional al perro de pelea cordobés, raza hoy extinta, que era una mezcla de razas introducidas en la Argentina por los emigrantes ingleses, bull terrier y bulldog, con razas que habían traído los españoles, alano español y mastín español. A estas cruzas, que se utilizaban en las peleas de perros, se sumaron líneas de sangre bull terrier y mastín del Pirineo. Así, en la decimotercera generación, consiguieron perros de combate.
Estos perros blancos llamaron la atención, ya que difícilmente otra raza podía vencerlos en los círculos de pelea. Creándose así la casta Araucana. Posteriormente Nores Martínez se propuso legalizar el perro que había criado, y como los combates comenzaron a prohibirse en muchas partes del mundo, se inclinó por desarrollar un perro de caza que levantara, siguiera y capturase a la presa. La casta Araucana no servía para la caza debido a que eran muy agresivos entre sí, muy pesados en relación con su altura y carecían de olfato. Por lo que se introdujeron líneas de pointer, creándose la casta Guaraní. Estos dogos mantenían el espíritu luchador de la casta Araucana, pero eran más resistentes para perseguir la presa, tenían mejor olfato y se podía lograr que no pelearan entre sí. 
Varios años de cruzamientos, selecciones y adecuada gimnasia funcional consiguieron que hacia finales de la década de 1940, se lograra consolidar al dogo argentino actual, reconocido como un perro de caza mayor.

## Reconocimiento oficial
La raza se estableció alrededor de 1928 y el estándar fue publicado en 1947. El reconocimiento oficial llegó en 1964 a la Argentina por parte de la FCA. Teniéndose documentada la carta que Nores envío a la Federación Cinológica Argentina, en la cual solicitaba la apertura de registros genealógicos de la raza, haciendo un detallado relato de las características del dogo argentino. En 1973 se le reconoció a nivel internacional. Inicialmente fue clasificado entre los sabuesos y perros para rastrear sangre, posteriormente se clasificó en el grupo 2 (mastines) por parte de la Federación Cinológica Internacional (FCI).
En las últimas décadas el dogo argentino ha sido introducido en EE. UU. y algunos países de Europa. Actualmente es uno de los perros reglamentarios para la policía en Líbano.

## Descripción de la raza

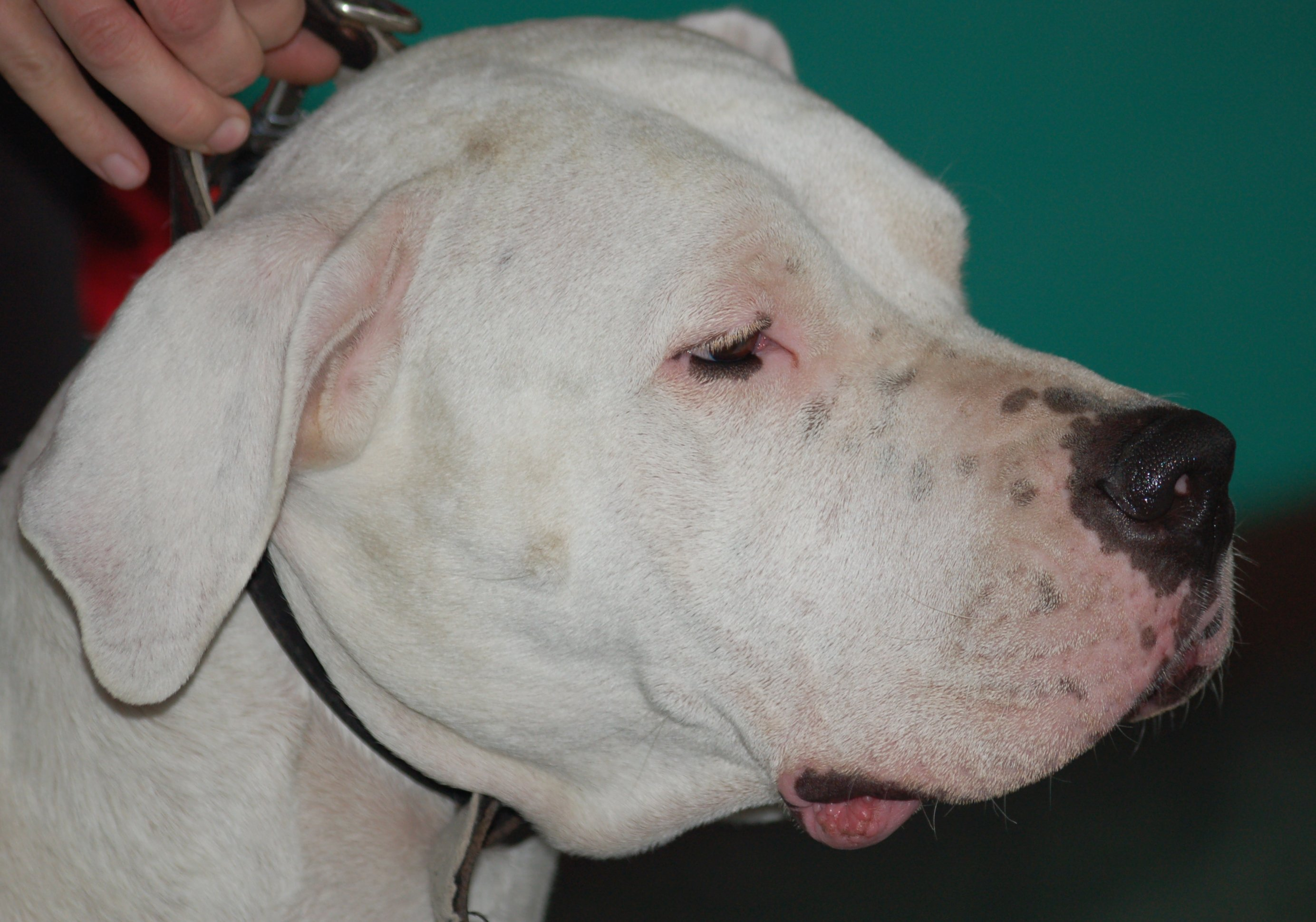
Detalle de la cabeza de un dogo argentino.

Su creador, Antonio Nores Martínez, la definió como: «El mejor perro entre todos los perros de presa y el de más presa entre todos los perros del mundo.»
A nivel estándar racial, es un perro robusto, de estructura maciza y resistente en todas las partes del cuerpo. Con la capa de pelo completamente blanca, para distinguirlo fácilmente en el campo y el monte.
La cabeza es grande con cráneo macizo. Hocico ligeramente cóncavo, con labios finos que al morder y atrapar a la presa le permiten seguir respirando sin soltar. Los ojos de color pardo, bien separados entre sí. Orejas erguidas o semierguidas, triangulares y cortadas —en los países en los que se permita todavía cortarlas-. El cuello es musculoso, arqueado y grueso. El pecho es ancho y profundo. La línea dorsal muy alta en los hombros que luego se inclina hacia la cadera. Las extremidades son rectas, con muslos musculosos, corvejones cortos, dedos unidos y cortos. La cola es larga y gruesa. El macho debe medir entre 62 a 68 cm,y la hembra entre 60 a 65 cm.El peso del macho debe ser de entre 40 a 45 kg,y la hembra de entre 40 a 43 kg. El manto siempre blanco, puede contar con una mancha de color negro en la cabeza en algunas ocasiones. La línea del cuerpo debe mantenerse liviana y ligera y evitar la obesidad.

### Función en la cacería
Es un perro utilizado mayoritariamente para la caza mayor. Los dogos trabajan en jauría, generalmente de cuatro miembros. Al ventear al jabalí, lo persigue hasta alcanzarlo y lo prende en el hocico, orejas, cuello o patas, sin soltarlo a pesar del castigo que pueda recibir del otro animal. Tiene una mordida muy fuerte, una gran resistencia y mucho coraje, lo que le permite mantener a la presa hasta que lleguen los demás perros de la jauría o el cazador.

### Temperamento
Son perros de trabajo, cazadores de presa mayor y son a veces entrenados para búsqueda y rescate, ayuda policial, perros de servicio, y trabajo militar. Si bien se han registrado ataques a personas, el dogo argentino puede ser bueno con los niños y fiel y afectuoso con las personas, si bien debe ser socializado a temprana edad.
Como el dogo ha sido criado específicamente para poder socializar con otros perros esto lo predispone a trabajar bien en grupo. Se llevan bien con otros animales domésticos en los entornos más rurales y urbanos que van desde un perro de granja al aire libre, una vivienda urbana con un pequeño patio, o edificios de apartamentos llenos de gente. Debido a que los rasgos agresivos han sido deliberadamente eliminados por selección en la crianza,[cita requerida] los ataques a humanos u otros animales domésticos son inusuales. Aunque, evidentemente, requiere de educación responsable y consistente por parte del propietario ya que es un animal con mucha fuerza y resistencia al dolor. Tiene una vida promedio de nueve a doce años.

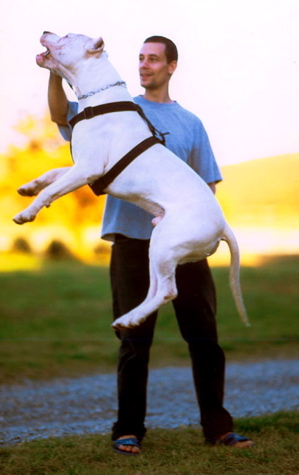
Un dogo argentino saltando.

### Educación
Se debe ser constante, paciente y socializarlo desde el primer día, exponiéndolo desde cachorro a diferentes situaciones con personas y otras mascotas. Un entrenamiento firme y consistente permitirá que no sea territorial y encauzará su fuerte instinto de proteger lo que es suyo. Es importante enseñarle a no atacar a otros perros y demás animales domésticos con los que debe ser capaz de convivir en armonía. Como toda raza de perro, hay que entender el tipo de entrenamiento que tiene que ser utilizado, por lo que la opinión de un profesional es importante.

## Salud
Al igual que en el dálmata, el bóxer blanco, y el bull terrier blanco, el dogo puede experimentar sordera relacionada con el pigmento (o la falta del mismo). Hay una posibilidad de alrededor del 10% de que el dogo padezca sordera, siendo algunos animales afectados de manera unilateral (un oído sordo) y otros de forma bilateral (ambos oídos sordos). Los estudios han demostrado que la incidencia de la sordera se reduce drásticamente cuando el pie de cría utilizado cuenta con audición bilateral normal. La displasia de cadera es también un problema de salud común. Los problemas de piel son bastante frecuentes, particularmente una enfermedad llamada demodexia, que suele darse principalmente en los ejemplares jóvenes inmunosuprimidos.

### Cuidados
Por su piel no debe permanecer mucho tiempo expuesto al sol. Para un buen mantenimiento de su pelaje es necesario un cepillado con un guante de crin o goma que quite el pelo muerto. Sus ojos deben ser cuidados, las limpiezas deben ser diarias para evitar cualquier tipo de inflamación.

## Peligrosidad
Usualmente los poseedores de ejemplares de esta raza canina deben cumplir con alguna norma estipulada legalmente en su lugar de residencia. La normativa y/o restricciones varían según el país y la localidad, y pueden ir desde la obligación de obtener una licencia hasta la prohibición total de la tenencia del animal. Otras normas establecen que el dueño del perro lo identifique mediante un chip o un tatuaje, le ponga un bozal al pasearlo por lugares públicos o lo esterilice.
En España con la entrada en vigor de la nueva ley   7/2023, de 28 de marzo, de protección de los derechos y el bienestar de los animales ya no se reconoce a las razas de perros como "potencialmente peligrosas" y se contempla la realización de estudios de sociabilidad que podrían derivar en la calificación de can como de manera especial.
En Chile, individuos pertenecientes a la raza son considerados "potencialmente peligrosos" por la legislación, estableciendo obligaciones especiales en lo respectivo a su tenencia y cuidado.
En el Reino Unido es ilegal poseer dogos argentinos sin un permiso judicial específico, de acuerdo con la «Ley de Perros Peligrosos» (Dangerous Dogs Act) de 1991, la cual permite que ejemplares de esta raza y otras similares puedan ser confiscados por la policía británica. La multa máxima por la posesión de un perro peligroso sin permiso es de 5000 libras esterlinas y/o hasta seis meses de prisión.
En los Estados Unidos, la legislación referente a razas específicas varía; la raza está prohibida, por ejemplo, en edificios de departamentos de la ciudad de Nueva York. La aerolínea United Airlines ha prohibido el traslado de estos perros en sus vuelos de cabotaje.
En Alemania, el reglamento de propiedad es individual a cada estado. Esto genera que en algunos estados alemanes el poseer un dogo argentino sea más caro que en otros debido al impuesto del perro que hay que pagar por tener perros en este país. Incluso en algunas comunidades alemanas se exige un permiso o licencia especial para poder tener perros clasificados como de pelea, ya que se consideran razas peligrosas.
En Austria, el dogo argentino esta en la  lista de perros peligrosos en las áreas de Baja Austria, Viena y Vorarlberg.
En Suiza, nueve de los doce cantones tienen al dogo argentino dentro de la  lista de razas peligrosas. Y la propiedad de alguno de estos perros está sujeta a previa aprobación en siete de estos cantones. Mientras que la tenencia de esta raza está directamente prohibida en los cantones de Ginebra y Valais, así como también se prohíbe la cría y la importación de estos animales.
El gobierno australiano ha prohibido la importación de esta raza; es también ilegal en Nueva Zelanda,Noruega,Islandia y Rumania.